# Podhorany (Nitra)
Podhorany é um município da Eslováquia, situado no distrito de Nitra, na região de Nitra. Tem 17,71 km² de área e sua população em 2018 foi estimada em 1.077 habitantes.

## Demografia
| Ano:        | 1994 | 2004    | 2014   | 2024   |
| ----------- | ---- | ------- | ------ | ------ |
| Broj ljudi: | 1400 | 1062    | 1095   | 1154   |
| Razlika:    |      | -24,14% | +3,10% | +5,38% |

| Ano:               | 2023 | 2024   |
| ------------------ | ---- | ------ |
| Número de pessoas: | 1168 | 1154   |
| Diferença:         |      | -1,19% |